# 秋元理匡
秋元 理匡（あきもと まさただ、1974年5月22日 - 2013年5月7日）は日本の弁護士。茨城県筑西市出身。千葉弁護士会所属。死去当時、千葉第一法律事務所に所属していた。2013年5月7日朝、当時住んでいたマンションの敷地内で倒れていたのを見つかる。死亡原因については、千葉西警察署によって2022年8月現在も捜査中。死去の16日前（2013年4月21日）に入籍したばかりだった。

## 略歴
- 1974年5月 - 茨城県にて出生
- 1993年3月 - 茨城県立水戸第一高等学校卒業
- 1998年3月 - 東北大学法学部卒業
- 2000年10月 - 平成12年度司法試験第二次試験論文式による筆記試験に合格
- 2000年11月 - 平成12年度司法試験第二次試験に合格
- 2002年10月 - 司法修習（第55期）終了
- 2002年11月 - 弁護士登録（千葉県弁護士会）
- 2013年6月 - 弁護士登録取消

## 主な取扱分野
交通事故・債務整理・離婚・相続といった一般民事事件から専門的なことまで、広く扱った。関心が高かったのは、労働事件と消費者事件。

## 取扱事件
- 布川事件 - 再審弁護団
- 布川事件刑事補償金交付決定(水戸地裁土浦支部平成24年3月5日決定/平成23年(そ)第2号)
- リンゼイ・アン・ホーカー殺害事件（千葉地裁平成23年7月21日判決）
- 建設アスベスト集団訴訟第一審判決／建設アスベスト事件（東京地裁平成24年12月5日判決/平成20年(ワ)13069号/平成22年(ワ)15292号)(判例時報2183号194頁）
- 水戸地裁土浦支部平成24年6月15日決定/平成23年(な)2号
- 大阪泉南アスベスト国家賠償請求訴訟(第2陣)判決(大阪地裁平成24年3月28日判決/平成21年(ワ)14616号等)(判例タイムズ1386号117頁)
- 国・建設アスベスト事件（横浜地裁平成24年5月25日判決／平成20年(ワ)2586号/平成22年ワ)2160号)訟務月報59巻5号1157頁）
- 原爆症認定申請却下処分取消等請求事件(東京地裁平成23年7月5日判決/平成19年(行ウ)391号等)(裁判所ウェブサイト掲載判例)
- 布川事件再審公判判決(水戸地裁土浦支部平成23年5月24日判決/平成13年(た)第1号)
- 教職員国旗国歌訴訟控訴審判決（東京高裁平成23年3月10日判決/平成21年(行コ)181号)(判例時報2113号62頁/判例タイムズ1364号117頁/判例地方自治356号29頁/裁判所ウェブサイト掲載判例）
- ビクターサービスエンジニアリング事件(東京高裁平成22年8月26日判決/平成21年(行コ)294号/労働経済判例時報速2083号23頁)
- 損害賠償請求事件（東京地裁平成22年5月27日判決)(判例時報2084号23頁/平成21年（ワ）28342号）
- 大阪泉南アスベスト国家賠償請求訴訟第一審判決(大阪地裁平成22年5月19日判決/平成18年(ワ)5235号等)(判例時報2093号3頁/訟務月報58巻9号3218頁/裁判所ウェブサイト掲載判例)
- 原爆症認定千葉訴訟控訴審判決（東京高判平成21年3月12日判例時報2090号3頁/平成20年（行コ）378号）
- 過払金返還請求事件(東京地裁平成21年5月7日判決/平成20年(ワ)22038号)
- 八千代市保育園民営化取消訴訟（千葉地判平成20年7月25日賃金と社会保障1477号49頁/平成18年（行ウ）67号）
- 布川事件第二次再審請求開始決定に対する即時抗告棄却決定(東京高裁平成20年7月14日決定/平成17年(く)455号)(判例タイムズ1290号73頁/季刊刑事弁護57号106頁)
- 志布志事件「接見交通権」侵害国家賠償訴訟（鹿児島地判平成20年3月24日/判例時報2008号3頁/平成16年（ワ）294号）
- 損害賠償請求事件（グローバリー）（千葉地判平成19年11月30日先物取引裁判例集50号368頁/平成18年（ワ）1970号）
- 損害賠償請求事件（グローバリー）（千葉地判平成19年11月30日先物取引裁判例集50号381頁/平成18年（ワ）2503号）
- 損害賠償請求事件（グローバリー）（千葉地判平成19年11月12日先物取引裁判例集50号292頁/平成18年（ワ）1133号）
- 過払金返還請求事件(東京地裁平成19年7月6日判決/平成19年(ワ)270号)
- 原爆症認定申請却下処分取消請求事件（東京地判平成19年3月22日ウェブサイト掲載判例/平成15年（行ウ）320号等）
- 原爆症認定大阪訴訟(平成18年5月12日判決/平成15年(行ウ)53号等/判例時報1944号3頁/判例タイムズ1224号83頁)
- 不当利得返還等請求事件（千葉地裁平成18年5月11日判決/兵庫県弁護士会ウェブサイト掲載判例/平成17年（ワ）2539号）
- 布川事件第二次再審請求開始決定/強盗殺人、窃盗、暴行、傷害、恐喝、暴力行為等処罰に関する法律違反各被告事件（水戸地裁土浦支平成17年9月21日決定/平成13年（た）1号）

以下は訴訟代理人として名前が記載されている事件
- 東京高裁平成29年10月27日判決/平成24年(ネ)4631号/判例タイムズ1444号137頁)
- 大阪高裁平成25年12月5日判決/平成24年(ネ)1796号/訟月61巻6号1128頁)

## 新聞記事・雑誌
- 「共に生きる　３．１１から２年　原発集団訴訟「生活台無しにされた県内避難２０人も原告に」2013年3月12日東京新聞千葉中央版　26頁
- 「福島第1原発原発事故「ふるさと取り戻す」県内避難者国と東電を提訴」(写真のみ)2013年3月12日千葉日報21頁
- 「東電訴えた米兵の「被害」２００億円請求も　日米で訴訟まみれ」2013年3月11日週刊AERA24頁
- 「「公の場で被害明確に」　原発事故避難者ら　集団提訴控え決意」 2013.2.24 東京新聞 朝刊  26頁  千葉中央版
- 「Eacuee suits target Tepco,government」2013.2.9 The Japn Times
- 「水と緑の地球環境：原発問題テーマに　いのちと尊厳を守る法制定求めシンポ」2012年3月23日毎日新聞東京朝刊22頁
- 「原発損害賠償数億円　国と東電に求め提訴　来月、千葉の避難者」2013.02.21 東奥日報 朝刊  22頁
- 「こちら特報部　住居奪われた福島被災住民　東電低額賠償に怒り（下）　原発事故は公害　泣き寝入りはしない　再出発できる金額を 2012.09.19 東京新聞 朝刊  27頁  特報２面
- 「「特報　住宅費不足　福島に怒り　賠償金頼れない」2012.09.19 中日新聞 朝刊  11頁  朝刊特報面
- 「原発賠償／生活基盤回復が必要／福島原発被害弁護団事務局次長秋元理匡弁護士に聞く」2012.09.07 しんぶん赤旗 日刊紙  14頁  社会
- 「原発被害者救済／生活基盤回復が賠償基準／７弁護団有志が方針」2012.09.04  しんぶん赤旗　日刊紙  15頁  社会
- 「核心　福島健康調査１年　問診票提出２割止まり　被ばく影響見極め困難　原爆症研究者らが懸念」2012.07.08  東京新聞　朝刊  3頁  ３面
- 「核心　福島　健康調査進まず　県民２０６万人　問診票回収２割止まり　」2012.07.08  中日新聞　朝刊  3頁  経済総合面
- 「原爆症訴訟　８年を回顧　東京で終結集会　福島支援も論議」 2012.06.24  中国新聞　朝刊  社会
- 「原爆症認定訴訟／福島へ手渡せるもの／原告団らシンポ」 2012.06.24  しんぶん赤旗　日刊紙  4頁  総合
- 「原爆症訴訟があす終結集会」2012.06.22  しんぶん赤旗　日刊紙  5頁  労働･大衆運動
- 「水と緑の地球環境：原発問題テーマに　いのちと尊厳を守る法制定求めシンポ」2012.03.23  毎日新聞　東京朝刊  22頁  特集面
- 「特報　原子力紛争審　最終指針　賠償６００万円＝手切れ金？」2012.03.23 中日新聞 朝刊  32頁  朝刊特報面
- 「こちら特報部　原子力紛争審の賠償指針（下）　自主避難　減額の不安　「全面救済へ法の制定を」」2012.03.22  朝刊  25頁  特報２面
- 「郡山で脱原発合同イベント　きょうまで」 2012.03.11  福島民報  28頁    社会
- 「東日本大震災：原発事故救済法制定求めシンポ－－きょう郡山で／福島」2012.3.10毎日新聞地方版／福島23頁
- 「「被災地忘れないで」　九大シンポ　岩手の記者が訴え」2012.03.09西日本新聞朝刊30頁
- 「福岡県／東日本大震災　ふくおかから＝復興の課題、防災考える　３．１１から１年　九大がシンポ　３月８日福岡市／福岡ワイド」2012年2月24日西日本新聞朝
- 「千葉に避難、福島県被災者から　請求額は数億円」2013年2月21日　福島民友　朝刊　28面
- 「千葉県内に避難者に新たな悩み　かさむ電話代、補助なく　故郷と連絡も控えめに」2012年2月2日千葉日報朝刊21面
- 「原発事故の全面賠償訴え　原爆症訴訟熊本弁護団　ブックレット第２弾を出版　福島第１原発事故　水俣病」2012.1.27熊本日日新聞朝刊
- 「汚染コンクリ、恐怖の拡散　後手に回りつづける防護体制」2012.1.30週刊アエラ22頁
- 「福島の今、聞いて　関学大で復興フォーラム【大阪】」2012.1.9朝日新聞朝刊30頁
- 「福島の再生探るフォーラム開催　関学大、1月8〜9日【大阪】2011.12.16朝日新聞朝刊37頁
- 「原発事故賠償の説明会に60人　千葉市で県弁護士会／千葉県」2011年12月11日朝日新聞朝刊35頁
- 「教訓、水俣から福島へ　原発事故でシンポジウム　被害賠償の在り方探る　熊本／資料館語り部の川本さん講演　東京　福島第１原発事故」2011.11.06熊本日日新聞朝刊
- 「原発賠償の在り方考えるシンポジウム開催　原爆症訴訟弁護団　熊本市で１１月５日　東京電力福島第１原発事故」2011.10.22熊本日日新聞朝刊
- 「原発賠償範囲どうなる＊道商連、観光業者らに説明」2011.10.13  北海道新聞朝刊5頁
- 「道商連が１２日に東電賠償説明会」2011.10.06  北海道新聞朝刊10頁
- 「原発作業員、続く所在不明--被爆検査65人受けず（フォローアップ）日本経済新聞2011年9月19日朝刊31頁
- 「損害賠償請求進め方を指導　県内の民商団体」2011.05.16福島民報
- 「隠された証言　無罪に弾み　布川事件再審第３回公判」「不利」な証言の存在否定　20109.11朝日新聞
- 「原爆症認定訴訟：判決に原告ら「素直に喜べない」明暗分かれ複雑／千葉」2010年5月26日毎日新聞地方版／千葉23頁
- 「原爆症訴訟　白内障男性、認定されず「老人性の可能性」＝千葉」2010年5月26日読売新聞朝刊
- 「DNA鑑定が焦点　布川事件再審」写真2010年3月23日茨城新聞
- 「原爆症認定：第２次訴訟結審控え、原告団会見　救済法成立「ようやくできた」2009年12月16日毎日新聞地方版／千葉25頁
- 「原爆症　基準緩和から１年　増える認定者　見直し論拡大　救済判決続出　国は抵\抗感」2009.03.30 西日本新聞朝刊35頁
- 「原爆症千葉訴訟　原告側も控訴」2008年10月22日読売新聞朝刊
- 「原爆症千葉訴訟　国側が控訴「早期解決を」原告ら怒り＝千葉」2008年10月18日読売新聞朝刊
- 「原爆症認定：第１次千葉訴訟認定２人、国側が控訴　原告や弁護団憤り訴え／千葉」2008年10月18日毎日新聞地方版／千葉23頁
- 「千葉原爆症訴訟・国控訴　原告弁護団　国側の対応強く批判」2008.10.17  ＮＨＫニュース
- 「千葉・原爆症訴訟判決　原告　「頑張りが勝利に」2008.10.14  ＮＨＫニュース
- 「原爆症新たに３人認定　集団訴訟県内原告から　４月の基準緩和で＝千葉」2008年8月16日読売新聞朝刊京葉
- 「原因究明、一日も早く」国内関係者期待　中国・ギョーザ中毒」2008年8月6日朝日新聞夕刊10頁
- 「「二度と起こさないで」母親が心情手記に　冷凍ギョーザ被害、県内２家族和解／千葉県」2008年6月17日朝日新聞朝刊27頁
- 「八千代市立保育園廃止：差し止め提訴、保護者らが会見／千葉」2007年3月9日毎日新聞地方版／千葉27頁
- 「「布川事件」再審請求、弁護団が新証拠＝茨城・続報注意」2006.10.09  読売新聞朝刊  31頁
- 「布川事件学習会　新証拠提出を報告」2006.10.08 茨城新聞 朝刊23頁
- 「原爆症認定訴訟：支援市民団体総会「訴訟の勝利と核兵器断絶を」2005年4月3日毎日新聞地方版／千葉29頁
- 「憲法を考えてみよう」自治労連ちば2004年1月5日（第419号）
- 「原爆症集団訴訟　認定基準の不当性訴え、県内男性が提訴－－地裁前で集会／千葉」2003年5月28日毎日新聞地方版／千葉23頁
- 「じわり暗躍、家も奪う　ヤミ金融業者の被害急増（リポート）／千葉」2003年3月30日朝日新聞朝刊
- 「国家試験合格者　司法試験／茨城」2000年11月11日毎日新聞地方版／茨城

- 「県内おくやみ」2013年5月11日茨城新聞/第３社会21頁

## 著作
- 「原子力損害賠償--被害救済法理の試み（特殊　福島第一原発事故と司法の判断）」自由と正義63-7、P23～29　2012.7　日本弁護士連合会　ISSN:0447-7480
- 「布川事件--雪冤にかけた44年（特別企画　再審事件2011　新たな動きを読み解く）」　法学セミナー686号(57巻3号)、P32～34 2012.3 日本評論社　ISSN:0439-3295
- 「再審布川事件の30年を語る＜座談会＞（特集　再審無罪　布川事件）」自由と正義　63-2、P35～48　2012.2　日本弁護士連合会　ISSN:0447-7480
- 「布川事件再審無罪判決と弁護活動--強盗殺人等最新被告事件（平成23.5.24水戸地土浦支判）（刑事弁護レポート）」季刊刑事弁護　67、P75～85 2011.7 現代人文社
- 「検察の実態と病理--真の検察改革を実現するために＜特集＞「布川事件:検察の不正義とその糊塗」」　法と民主主義　454、P28～30　2010.12　日本民主法律家協会　ISSN:0385-034x
- 「現在も続く核被害の隠蔽・放置を許さない--原爆症認定集団訴訟の意義(特集　原爆症認定集団訴訟,全面解決の年へ)」賃金と社会保障＝wage & socal security(通号1481・1482)2009.1 合併P9～15
- 「保育の公的責任を無視した判決--八千代市立保育園民営化取消訴訟・千葉地裁判決（2008年7月25日）について」　賃金と社会保障　1477号P40～48　2008.11.10 旬報社　ISSN:0991-4718
- 「藤田運輸事件報告（特集2企業再編、組織変更を巡る闘い）」季刊労働者の権利　277　P23～25　2008.10　日本労働弁護団　ISSN:0286-0821
- 「布川事件の再審開始を--問題ある検察側の姿勢＜論壇＞」　週刊法律新聞　1776、P2　2008.8.22 法律新聞社
- 「布川事件報告」　再審通信 94、P14～16　2007.5　日本弁護士連合会人権擁護委員会　ISSN:0911-8349
- 「布川事件の再審開始を」法律新聞2008年8月22日号（法律新聞社）
- 「原発被害はいかに賠償されるべきか--審査会指針とその問題点(特集　原発災害を絶対に繰りかえさないために(パート2)原発被害の実相と今後の課題)法と民主主義(460)2011.7、P22〜27
- 「水俣の教訓を福島へ　part2」原爆症認定訴訟熊本弁護団編　花伝社　2012.1 <SC781-J55>
- 「原爆症認定集団訴訟たたかいの記録:明らかにされたヒバクの実相(第1巻・報告集/第2巻・資料集)原爆症認定集団訴訟・記録集刊行いいんかいw

## 報告集会とシンポジウム
- 「第56回人権擁護大会プレシンポジウム『福島第一原発事故発生2年を迎えて―低線量被ばくと損害賠償の現状と課題』」(日弁連主催)2013年3月8日(金)15時　弁護士会館(東京都千代田区)【第二部】損害賠償問題

https://iwj.co.jp/wj/open/archives/64905
- 「『取り調べの可視化』シンポジウム」2013年1月31日司会

- 「民主主義科学者協会法律部会学術総会」

南山大学名古屋キャンパス
2012年11月17日
「原発被害者救済の課題」
- 「再審請求の基礎から考える北稜クリニック事件」についての報告

2012年7月14日日本国民救援会千葉県本部
- 「原爆症認定集団訴訟からフクシマへ手渡せるもの」2012年6月23日財団法人日本教育会館

- 「院内集会 『原発事故被害者支援法』(仮称)市民提案～「避難の権利」確立と避難者・居住者の長期的な支援に向けて～

2012年2月29日 衆議院第一議員会館多目的ホール
2-5. 日弁連の意見書を踏まえて　秋元 理匡 日弁連原発PT事務局長
m.youtube.com/watch?v=zYltJ9_gZi8
- 「水俣の教訓を福島へ」シンポジウムPart2東京電力と国の責任で原発被害の全面賠償を-あらためて”チッソの分社化“を問う-

2011年11月5日　熊本市立図書館ホール
- 「杉山卓男さんを迎えて」2011年3月23日　布川事件の解説：解説

- 「布川事件シンポジウム―えん罪をただす再審を！」2008年6月7日 基調報告

## その他
- 日弁連東日本大震災・原子力発電所事故等対策本部原子力PT事務局長（2011年当時)

- 書籍「継続は力　心つないで　活動の記録　1976〜2012捏造・布川事件　桜井昌司さんと杉山卓男さんを守る会」2012年7月5日発行

布川事件　桜井昌司さん杉山拓男さんを守る会(日本国民救援会東京都本部内)